# شوهی میشیما
شوهی میشیما (انگلیسی: Shohei Mishima؛ زادهٔ ۲۰ نوامبر ۱۹۹۵) بازیکن فوتبال اهل ژاپن است.